# Caractère (psychologie)
Pour les articles homonymes, voir Caractère.
 (janvier 2016).
Si vous disposez d'ouvrages ou d'articles de référence ou si vous connaissez des sites web de qualité traitant du thème abordé ici, merci de compléter l'article en donnant les références utiles à sa vérifiabilité et en les liant à la section « Notes et références ».

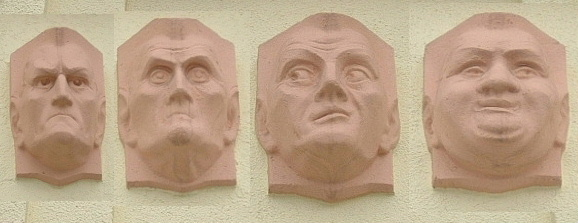
4 tempéraments

Le caractère d'une personne résume la manière dont cette personne réagit habituellement dans une situation donnée. On dit alors qu'elle possède tel ou tel trait de caractère. Par exemple, on dit d'une personne qui aime faire plaisir aux autres qu'elle est généreuse, altruiste. Quelqu'un qui tient rigueur aux autres pendant longtemps de leurs griefs à son encontre sera qualifié de rancunier.
L'étude du caractère est la caractérologie. Ce domaine est tombé en désuétude dans la recherche expérimentale, où on s'appuie aujourd'hui plutôt sur le concept de personnalité. L'étude du caractère reste toutefois explorée dans le privé (associations et entreprises) à un niveau empirique, la plupart du temps sur la base du traité de Le Senne.

## Psychologie commune
On distingue traditionnellement des caractères forts et d'autres plus faibles ; la force d'un caractère étant l'aptitude à maintenir ses choix en dépit des événements et autres facteurs contraires rencontrés (adversité). Inversement on considère qu'une personne de faible caractère sera facilement entraînée dans des situations qu'elle subira et dont finalement elle pâtira.
La polarité fort/faible croise la distinction mauvais caractère/bon caractère qui traduit davantage le mode d'expression de l'individu en particulier dans ses rapports aux autres. On peut penser qu'un caractère fort s'accompagne d'un mauvais caractère, mais toutes les formes d'exception sont possibles, d'autant que cette dureté d'expression peut être une stratégie défavorable au but poursuivi.

## Culture du caractère
« J'aime mieux forger mon âme que la meubler » Montaigne
Sensible au potentiel de réalisation que donnerait le caractère, des hommes et des cultures entières sont portés ici ou là à promouvoir la culture du caractère, la résistance de la volonté aux obstacles intérieurs encore plus qu'extérieurs. Citons aussi Pierre de Coubertin : « L’indispensable nécessité de la Culture Physique et de la Culture du Caractère n’exclut pas la formation de l’intelligence et de la sensibilité. Il s’agit d’un tout harmonieux. »
Un très grand nombre de manuels ont été publiés au XXe siècle à partir de conseils et autres méthodes pour développer son caractère ou certaines facultés proches telle que la volonté.
Dans la démesure, cette option éducative peut conduire à des attitudes ou des idéologies qui ne respectant pas l'individu se soldent par de graves échecs : le développement de l'enfant peut être ainsi perturbé par la pression précoce et excessive d'un éducateur pour qu'il se surpasse (surmoi) et dans l'ordre de l'idéologie, Adolf Hitler justifia ainsi par la priorité donnée à la « culture du caractère » et de la « force de volonté » l'embrigadement de la jeunesse allemande.
En France, la Troisième République a intégré la culture du caractère à son principe de laïcité. Ce serait Gabriel Compayré, collaborateur de Jules Ferry, qui aurait proposé ce principe éducatif pour remplacer une partie des rôles de la pratique religieuse, incitation jusqu'alors quasi-exclusive au contrôle moral des actions et à la résistance aux tentations. Là encore, dans une époque résolument militariste, cette perspective a priori raisonnable s'est généralement traduite par l'instauration de formes de discipline (scolaire) trop directement inspirée de l'instruction militaire, l'épanouissement des personnalités restant un vœu pieux.
Les activités sportives sont un cadre propice à la culture du caractère, l'accès aux performances incitant à développer également les ressources mentales ; certains arts martiaux mettent encore davantage l'accent sur ce développement au point de le considérer davantage comme une finalité que comme un moyen.

## Le «caractère», les «troubles du caractère» en psychopathologie
En psychopathologie, la caractérologie remonte historiquement aux grands courants de la psychiatrie : pour les morphologistes, le plus connu est Ernst Kretschmer qui avait défini le pycnique, le leptosome et l'athlétique avec leur particularité propre (par exemple sychizoïdie pour le leptosome, etc.).